# William Russell, 1:e hertig av Bedford

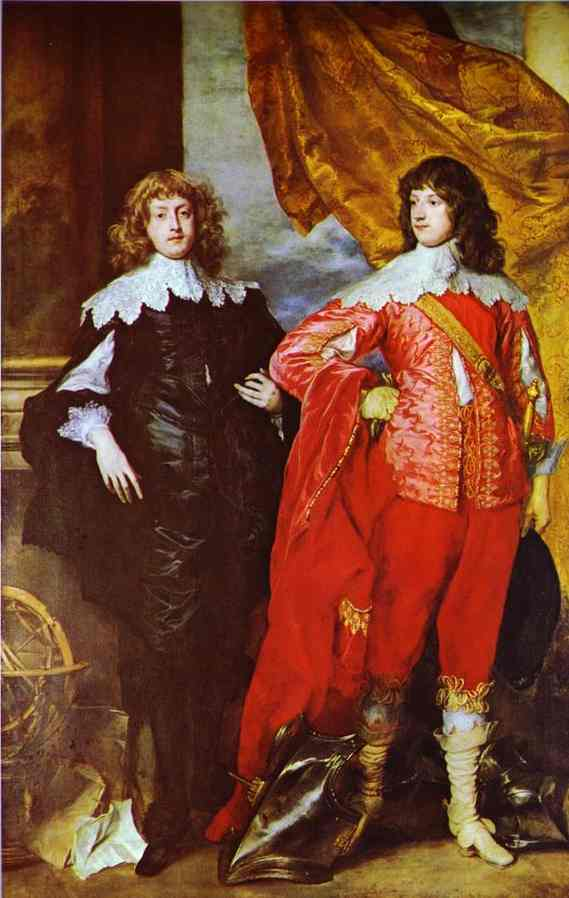
William Russell till höger och George Digby, 2:e earl av Bristol till vänster. Målning av Anthony van Dyck från 1637.

William Russell, 5:e earl och 1:e hertig av Bedford, född 1613, död 1700, son till Francis Russell, 4:e earl av Bedford, var en engelsk militär och statsman.
Bedford stred 1642 först i parlamentshären som kavallerigeneral, övergick 1643 till kungen, men återvände samma år till motsidan och drog sig därpå från politiken för att fullfölja de av hans fader påbörjade stora torrläggningsarbetena på sina egendomar. 
Efter statsvälvningen 1688 inkallades han i rådet, och 1694 upphöjdes han från Earl av Bedford till hertig av Bedford och markis av Tavistock, närmast som en hedersbevisning åt sonens martyrskap för folkfrihetens sak.
Gift 1637 med Anne Carr, dotter till earlen av Somerset och fick sju barn med henne, däribland:
- William Russell, lord Russell (1639–1683) gift med lady Rachel Wriothesley